# José Craveirinha
José João Craveirinha (Lourenço Marques, 28 de mayo de 1922; Maputo, 6 de febrero de 2003) está considerado como el poeta maior de Mozambique. En 1991, se convirtió en el primer autor africano galardonado con el Prémio Camões, el más importante premio literario de la lengua portuguesa.
Como periodista, colaboró en los periódicos mozambiqueños O Brado Africano, Notícias, Tribuna, Notícias da Tarde, Voz de Moçambique, Notícias da Beira, Diário de Moçambique y Voz Africana.
Utilizó los siguientes seudónimos: Mário Vieira, J.C., J. Cravo, José Cravo, Jesuíno Cravo y Abílio Cossa. Fue presidente de la Associação Africana en la década de 1950.
Estuvo encarcelado entre 1965 y 1969 por formar parte de una célula de la 4.ª Región Político-Militar de la Frelimo. Primer Presidente de la Mesa de la Asamblea General de la Associação dos Escritores de Moçambique (Asociación de los Escritores de Mozambique) (AEMO) entre 1982 y 1987.

## Premios
- Premio Cidade de Lourenço Marques, 1959.
- Premio Reinaldo Ferreira Centro de Arte y Cultura da Beira, 1961.
- Premio de Ensaio Centro de Arte y Cultura da Beira, 1961.
- Premio Alexandre Dáskalos Casa de los Estudiantes del Imperio, Lisboa, Portugal, 1962.
- Premio Nacional de Poesía de Italia, 1975.
- Premio Lotus Asociación de Escritores Afroasiáticos, 1983.
- Medalla Nachingwea del gobierno de Mozambique, 1985.
- Medalla de Mérito, Secretaría de Estado de Cultura de S. Paulo, Brasil, 1987.
- Premio Camões, 1991.

## Libros publicados
- Chigubo (poesía), 1964, Casa de los Estudiantes del Imperio Lisboa; 2.ª ed. 1980, INLD, Maputo.
- Cantico a un dio di Catrame, poesía, bilingüe portugués/italiano, 1966, Lerici Milano, Italia, traducción y prólogo Joyce Lussu.
- Karingana ua karingana, poesía, Era una vez, 1974, Académica Lourenço Marques; 2.ª ed. 1982, INLD, Maputo.
- Cela 1, poesía, 1980, INLD, Maputo.
- Maria, poesía, 1988, ALAC (África Lieratura Arte e Cultura), Lisboa, Portugal.
- Izbranoe, poesía, en ruso, 1984 Molodoya Gvardiya, Moscú, Rusia.